# Tri-Nation Series
La Tri-Nation Series, conosciuta anche come Hero Tri-Nation Series per ragioni di sponsorizzazione, è un torneo calcistico riservato a squadre nazionali e organizzato dalla Federazione calcistica dell'India. La competizione è stata istituita nel 2017, dopo la soppressione della Coppa Nehru nel 2012.

## Albo d'oro
| Anno          | Città ospitante | Vincitore | Secondo             | Terzo        |
| ------------- | --------------- | --------- | ------------------- | ------------ |
| 2017 Dettagli | Mumbai, India   | India     | Saint Kitts e Nevis | Mauritius    |
| 2023 Dettagli | Imphal, India   | India     | Birmania            | Kirghizistan |

## Statistiche

### Vittorie per nazionale
| Vittorie | Nazionale | Anni vittorie |
| -------- | --------- | ------------- |
| 2        | India     | 2017, 2023    |